# Henri Gouraud
Henri Gouraud (narozen 1944) je francouzský vědec. Vynalezl Gouraudovo stínování, používané v počítačové grafice.
Během let 1964–1967 studoval na École Centrale Paris. Dostal Ph.D. na Univerzitě v Utahu v roce 1971, pracoval s Davem Evansem a Ivanem Sutherlandem na disertační práci nazvané Computer Display of Curved Surfaces.
Známá tvář, ukazující efekt jeho stínování, měla jeho ženu, Sylvii Gouraud, jako model.